# Ionrács
Az ionrács olyan rácstípus, amelyben ionkötéssel kapcsolódó, pozitív vagy negatív töltéssel rendelkező részecskék foglalják el a rácspontokat.

## Tulajdonságai
Az ionrácsos anyagok keménysége, olvadás- és forráspontja az ionok közötti távolsággal fordítottan arányos, szobahőmérsékleten szilárd halmazállapotúak. Az ionrácsos vegyületek törékenyek, mivel, ha a részecskéket elmozdítják egymástól, az azonos töltésű ionok között fellépő elektrosztatikus taszítóerő ellöki egymástól a részecskéket. A szilárd ionrácsos vegyületek az áramot nem vezetik, mert bár vannak bennük töltéssel rendelkező részecskék, azok nem képesek elmozdulni. Olvadékuk vagy vizes oldatuk azonban elektromos vezető. Általában színtelenek, fénytörésük közepes.

## Típusai

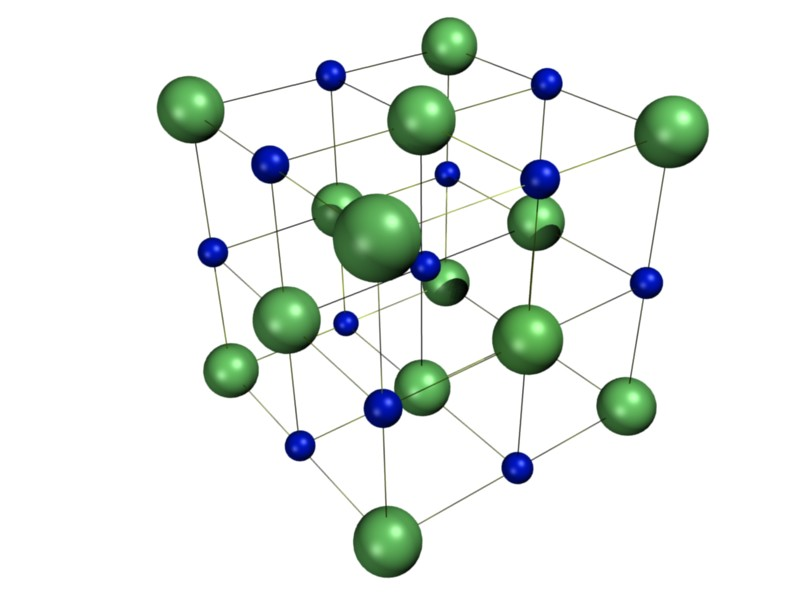
Nátrium-klorid típusú rács (kék: Na^{+}; zöld: Cl^{−})

Cézium-klorid típusú rács

Az ionrácsban (mint minden rácsban) a részecskék (ionok) meghatározott geometriai rendben helyezkednek el. A legkisebb geometriai egységek az ún. elemi cellák, ezek sokasága adja az ionrácsot.
Az elemi cellák alapján kétféle alaptípust különböztetünk meg:
- Izodezmikus szerkezetek: A kationok és anionok aránya 1:1, az ionok között ható kötőerők egyenlő nagyságúak.
  - Nátrium-klorid típusú rács alakul ki, ha a kation (Na+) mérete jelentősen kisebb az anionénál (Cl−). A nátrium-klorid típusú rács egy lapon középpontos kockarács.
  - Cézium-klorid típusú rács alakul ki, ha a kation (Cs+) mérete körülbelül megegyezik az anionéval (Cl−). A cézium-klorid típusú rács egy térben középpontos kockarács.

- Ha a kationok és anionok aránya 1:2 vagy 2:1:
  - Rutil típusú rács alakul ki, ha a kation (Ti(IV)) mérete jelentősen kisebb az anionénál (O2−).
  - Fluorit típusú rács alakul ki, ha a kation (Ca2+) mérete körülbelül megegyezik az anionéval (F−). Ez a rács úgy tekinthető, mint a kationok laponcentrált köbös rácsának és az anionok egyszerű köbös rácsának egymásba tolása.

## Ionrácsos anyagok
Ionrácsot alkot minden ionvegyület. Néhány példa:
- Nátrium-klorid
- Cézium-klorid
- Réz-szulfát
- Kálium-permanganát
- Kálium-klorid

## Egyéb rácstípusok
- Fémrács
- Atomrács
- Molekularács